# اینس برزیل
اینس تانیا لیما دا سیلوا (به پرتغالی برزیلی: Inês Tânia Lima da Silva) (زاده ۲۵ اکتبر ۱۹۶۹) خواننده، آهنگساز، ویدیوبلاگر، شخصیت اینترنیت رقصنده نامدار آلمانی-برزیلی است.
اینس در سال ۲۰۱۲ هنگامی که برای شرکت در مسابقه Big Brother یک ویدیو برای نام‌نویسی از خود منتشر کرد بسیار مشهور شد و مورد توجه قرار گرفت؛ هرچند برای شرکت در این مسابقه انتخاب نشد اما به عنوان یک کارکتر معروف برای ساختن meme در فضای اینترنت مشهور شد.
پس از آن اینس در سال ۲۰۱۵ نخستین آلبوم استودیویی خود با نام Make Love را روانه بازار کرد و برای اجرای آن به سرتاسر برزیل برای اجرای کنسرت در کلوپ‌های شبانه سفر کرد. اینس برزیل برای هر شب اجرا ۱۲ هزار دلار آمریکا دستمزد می‌گیرد.
شکلک‌های اینس برزیل در قالب استیکر و GIF، با عنوان «بانو برزیل»، «بی بی برزیل» و «بی بی اینس» در فضای مجازی فارسی‌زبان به ویژه تلگرام و توییتر فارسی نیز مورد استقبال قرار گرفته‌است.

## زندگی‌نامه
اینس توانیا لیما دا سیلوا در ریودوژانیرو زاده شد. او هشت برادر و دو دختر دارد.

## حرفه
اینیس کار خود را از ۱۸ سالگی در باشگاهی به نام «اوبا-اوبا» آغاز کرد، مکانی که نمایش‌های زیادی در آن برگزار شد. پدرش خواننده و ترانه‌سرا بود و به همراه مادر و خواهر و برادرش دارای یک تربیت مذهبی بودند. اولین باری که او شروع به آواز خواندن کرد در یک کلیسا بود. بعداً، او در مدرسه‌ای واقع در ریو دوژانیرو معلم سامبا شد. او در آلمان در یک کانال تلویزیونی کار می‌کرد و تمام فیلم‌های او را نیز تهیه می‌کرد.